# Lubelski Związek Piłki Nożnej
Lubelski Związek Piłki Nożnej (oficjalny skrót Lubelski ZPN) – wojewódzki związek sportowy (stowarzyszenie), działający na terenie województwa lubelskiego, posiadający osobowość prawną, któremu podlegają wszelkie sprawy piłkarskie (zarówno mężczyzn, jak i kobiet we wszystkich kategoriach wiekowych) w rozgrywkach regionalnych (ligach oraz Pucharze Polski szczebla okręgowego i wojewódzkiego). Założony w 1921, od kolejnego roku członek Polskiego Związku Piłki Nożnej (PZPN). Od 2025 roku prezesem stowarzyszenia jest Krzysztof Gralewski. 

## Zarząd kadencji 2025–2029
- Gralewski Krzysztof, prezes
- Tomasz Bondyra, wiceprezes ds. Finansowych
- Dominik Drewiecki, wiceprezes ds. Organizacyjnych
- Tomasz Buraczewski, wiceprezes ds. Szkolenia
- Rafał Wąsik, wiceprezes ds. Współpracy z Klubami Młodzieżowymi i Samorządami
- Jacek Skwara, skarbnik
- Michał Szklarz, sekretarz
- Jerzy Bojko, członek zarządu
- Hubert Kowalik, członek zarządu
- Marcin Kieruczenko, członek zarządu
- Olga Sadurska, członek zarządu
- Paweł Stańko, członek zarządu
- Dariusz Suszyński, członek zarządu
- Marek Wawer, członek zarządu
- Michał Furlepa, członek zarządu[3]

## IV liga Ostatni zwycięzcy
Zwycięzcy tej ligi w ostatnich kilku latach (awans do III ligi):
- 2025 – Stal Kraśnik
- 2024 – Lewart Lubartów
- 2023 – Świdniczanka Świdnik
- 2022 – Lublinianka Lublin
- 2021 – Tomasovia Tomaszów Lubelski
- 2020 – Lewart Lubartów
- 2019 – Hetman Zamość
- 2018 – Stal Kraśnik
- 2017 – Chełmianka Chełm

Od sezonu 2016/2017 zespoły awansowały do nowej III ligi grupy IV. 
- 2016 – Podlasie Biała Podlaska
- 2015 – Lewart Lubartów
- 2014 – Hetman Żółkiewka
- 2013 – AMSPN Hetman Zamość
- 2012 – Lublinianka/Wieniawa
- 2011 – Orlęta Radzyń Podlaski
- 2010 – Chełmianka Chełm
- 2009 – Podlasie Biała Podlaska

Od sezonu 2008/2009 IV liga stanowi piąty szczebel w hierarchii rozgrywek piłkarskich w Polsce. Zespoły awansowały do III ligi grupy VIII.
- 2008 – Stal Poniatowa (awans do nowej II ligi grupy wschodniej)
- 2007 – Górnik II Łęczna (promocję do III ligi, grupy IV uzyskała Łada Biłgoraj)
- 2006 – Orlęta Radzyń Podlaski
- 2005 – Avia Świdnik
- 2004 – Lewart Lubartów
- 2003 – Tomasovia Tomaszów Lubelski
- 2002 – Motor Lublin
- 2001 – Stal Kraśnik

awans do III ligi, grupy IV (sezony 2000/01-2007/08)

## Klasa okręgowa
- grupa bialskopodlaska
- grupa chełmska
- grupa lubelska
- grupa zamojska

## Klasa A
Klasa A w LZPN składa się z czterech grup.

### Sezon 2013/2014
| lp | Lublin I              | Lublin II                  | Lublin III                         | Lublin IV                |
| -- | --------------------- | -------------------------- | ---------------------------------- | ------------------------ |
| 1  | Kamex Polichna        | KS Bobry Karczmiska        | GKS Niedźwiada                     | LKS Kamionka             |
| 2  | Perła Borzechów       | LKS Wilki Wilków           | GLKS Michów                        | DKS Błękitni Dys         |
| 3  | LKS Stróża            | KS Drzewce                 | LKS Tur Milejów                    | KS Ciecierzyn            |
| 4  | Ruch Popkowice        | GLKS Żyrzyniak Żyrzyn      | LKS Vir Dorohucza                  | GLKS Głusk               |
| 5  | Stok Zakrzówek        | LKS Draco Kowala           | LKS Błękit Cyców                   | BKS Bogucin              |
| 6  | LKS Potok Wielki      | LKS Mazowsze Stężyca       | LKS Skrobów                        | PLKS Piotrcovia Piotrków |
| 7  | LKS Kowalin           | KKS Garbarnia Kurów        | LKS Huragan Siostrzytów            | GKS Avenir Jabłonna      |
| 8  | LKS Gościeradów       | WKS Poraj Kraczewice       | GLKS Ludwiniak Ludwin              | Legion Tomaszowice       |
| 9  | Tęcza Kraśnik         | KS Góra Puławska           | GKS Abramów                        | Madjan-Marina Zemborzyce |
| 10 | Płomień Trzydnik Duży | LKS Serokomla Janowiec     | GKS Abramów                        | LKS Wierzchowiska        |
| 11 | ULKS Dzierzkowice     | Puławiak Puławy            | KS Nasutów                         | GKS Niemce               |
| 12 | Orzeł Urzędów         | KS Wisła II Puławy         | LKS Wodnik Uścimów                 | Motor Lublin SA II       |
| 13 | Sygnał Chodel         | KS Amator Leopoldów-Rososz | LKS Tajfun Ostrów Lubelski         | KKS Sygnał Lublin        |
| 14 | Roztoczanie Chrzanów  | GKS Wodniak Piotrawin      | KS Pogoń 07-Perła Lubartów-Rokitno | LKS Rohland Tuszów       |

- Do klasy okręgowej awansowały: LKS Wierzchowiska, Perła Borzechów, KS Wisła II Puławy, LKS Błękit Cyców
- Do klasy B spadły: Roztoczanie Chrzanów (wycofana przed rozpoczęciem nowego sezonu), GLKS Głusk, WKS Poraj Kraczewice, LKS Wodnik Uścimów

### Sezon 2012/2013
| lp | Lublin I              | Lublin II               | Lublin III          | Lublin IV                       |
| -- | --------------------- | ----------------------- | ------------------- | ------------------------------- |
| 1  | Tęcza Zagórze         | Wiking Leśniczówka      | Górnik 1979 Łęczna  | Sokół Konopnica                 |
| 2  | LKS Stróża            | Mazowsze Stężyca        | Tur Milejów         | Lublinianka Wieniawa II Lublin  |
| 3  | Płomień Trzydnik Duży | Wisła II Puławy         | Błękit Cyców        | Avenir Jabłonna                 |
| 4  | Perła Borzechów       | Wilki Wilków            | Vir Dorohucza       | LZS Wierzchowiska               |
| 5  | Stok Zakrzówek        | Żyrzyniak Żyrzyn        | Ludwiniak Ludwin    | BKS Bogucin                     |
| 6  | LKS Potok Wielki      | KS Góra Puławska        | LKS Skrobów         | GLKS Głusk (Lublin)             |
| 7  | LKS Kowalin           | Puławiak Puławy         | Wodnik Uścimów      | Świdniczanka Świdnik Mały       |
| 8  | LKS Gościeradów       | Amator Rososz-Leopoldów | KS Nasutów          | Legion Tomaszowice              |
| 9  | Tęcza Kraśnik         | KS Drzewce              | Zawisza Garbów      | Motor II Lublin                 |
| 10 | Kamex Polichna        | Garbarnia Kurów         | GKS Abramów         | KS Ciecierzyn                   |
| 11 | ULKS Dzierzkowice     | Poraj Kraczewice        | GLKS Michów         | Graf-Marina Zemborzyce (Lublin) |
| 12 | Orzeł Urzędów         | Draco Kowala            | GKS Niedźwiada      | LKS Kamionka                    |
| 13 | Sygnał Chodel         | Bobry Karczmiska        | Huragan Siostrzytów | Rohland Tuszów                  |
| 14 | Roztoczanie Chrzanów  | Orły Kazimierz          | LKS Trawniki        | Sygnał Lublin                   |

- Do klasy okręgowej awansowały: Tęcza Zagórze, Wiking Leśniczówka, Górnik 1979 Łęczna i Sokół Konopnica
- Do klasy B spadły: Orły Kazimierz, Lublinianka Wieniawa II Lublin (wycofana – nie przystąpiła do rozgrywek w sezonie 2013/14), Świdniczanka Świdnik Mały (wycofana), LKS Trawniki

## Klasa B
Lubelska B-klasa składa się z kilku grup i jest najniższym szczeblem rozgrywek na Lubelszczyźnie.
W sezonie 2013/2014 do A klasy awansowały:
- Z grupy Lublin I: Opolanin II Opole Lubelskie i Orły Kazimierz
- Z grupy Lublin II: Victoria Rybczewice i Granit II Bychawa
- Z grupy Lublin III: Krężnica Jara i Kadet Lisów

W sezonie 2012/2013 do A klasy awansowały po dwa zespoły:
- Z grupy Lublin I: Wodniak Piotrawin-Łaziska
- Z grupy Lublin II:  Ruch Popkowice i Piotrcovia Piotrków
- Z grupy Lublin III: Błękitni Dys i Serokomla Janowiec

W sezonie 2011/2012 do A klasy awansowały:
- Z grupy Lublin I: Nie awansowała żadna drużyna.
- Z grupy Lublin II: ULKS Dzierzkowice
- Z grupy Lublin III: Górnik 1979 Łęczna
- Z grupy Lublin IV: GKS Abramów i LKS Skrobów